# Karl Kailer von Kaltenfels

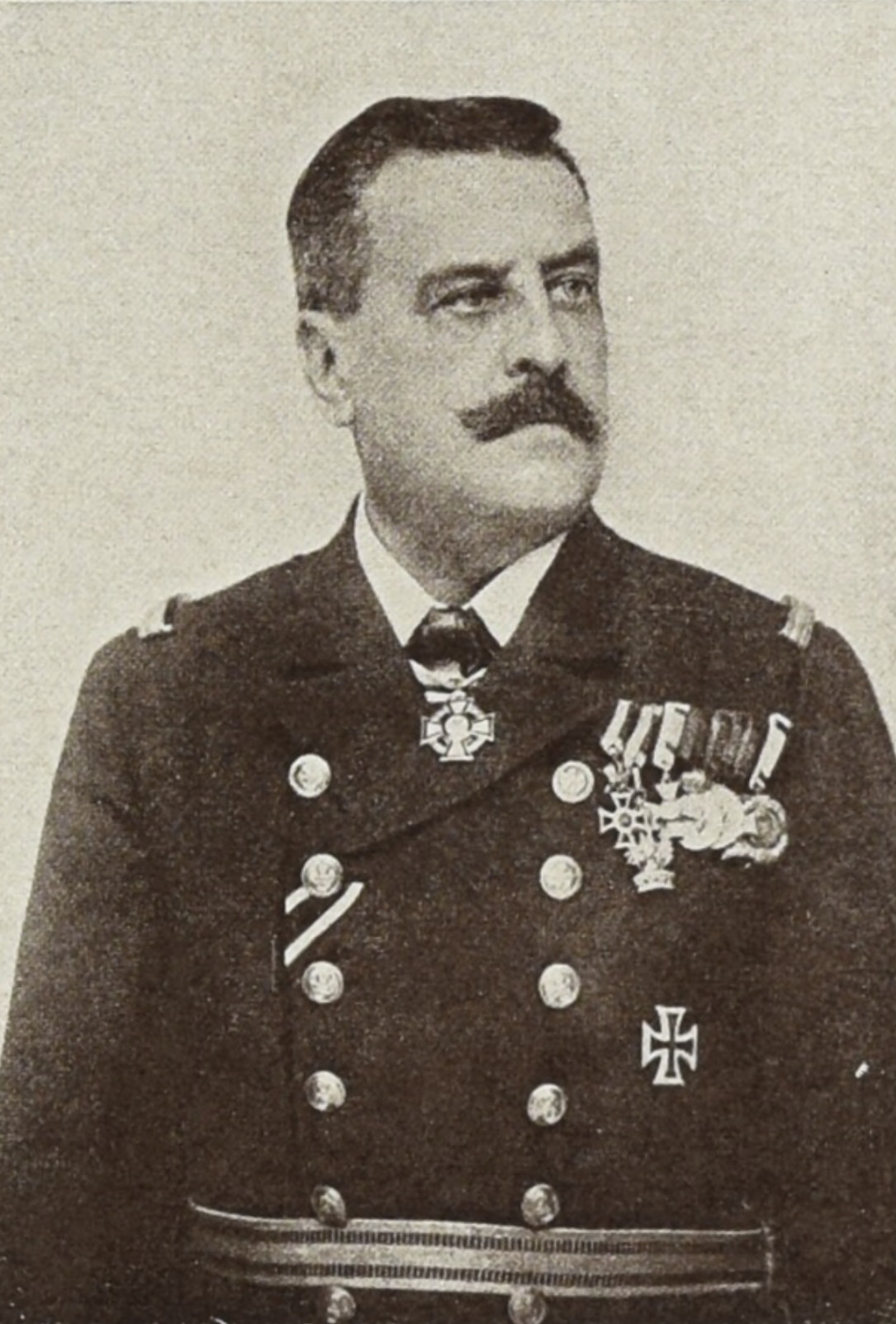
Vizeadmiral Karl Kailer von Kaltenfels (c. 1917)

Karl Kailer von Kaltenfels (* 24. Mai 1862 in Pola, Kaisertum Österreich; † 28. April 1917 in Wien, Österreich-Ungarn) war ein österreich-ungarischer Vizeadmiral und Chef der k.u.k. Marinesektion.

## Leben und Wirken
Kailer absolvierte die Marineakademie Fiume und war ab 1880 Seekadett. 1884 stieg er zum Linienschiffsfähnrich auf, 1891 wurde er Linienschiffsleutnant. Später übernahm er den Unterricht in der Organisation der Marine und des Heeres als Adjutant der Marineakademie. Er unternahm einige Dienstreisen nach Indien und Ostasien, bevor er 1896/97 auf dem Torpedoboot Star sein erstes eigenes Kommando erhielt. Als Kommandant dieses Torpedobootes zeichnete er sich 1897/98 bei der Blockade von Kreta aus. Weiteren Ruhm konnte er sich als 1. Flaggenleutnant von Rudolf Montecuccoli verdienen, dessen Geschwader zur Niederschlagung des Boxeraufstandes nach China entsandt worden war und dort an der Einnahme des Forts von Peitang beteiligt war. In der Folgezeit stieg Kailer immer weiter auf: Zunächst hatte er ein Kommando in Konstantinopel inne, 1903 wurde er Korvettenkapitän, 1907 Fregattenkapitän und 1910 Linienschiffskapitän. 1908 während der Bosnischen Annexionskrise war er Eskadrestabschef. Bereits 1905/06 und schließlich 1910/11 war Stellvertreter des Chefs der Operationskanzlei der Marinesektion im Reichskriegsministerium, zu deren Chef er 1911/12 wurde. 1912 wurde Kailer zum Kommodore befördert und kommandierte fortan die 4. schwere Division. 1913 wurde er Konteradmiral und Stellvertreter des Marinekommandanten. 1914 wurde er Vizeadmiral. Nach dem Tod von Anton Haus im Februar 1917 wurde Kailer Chef der k.u.k. Marinesektion. Diesen Posten hatte er inne, bis er nur zwei Monate später selbst verstarb.
Kailer erwarb sich große Verdienste um die Verwaltung der Kriegsmarine und regte zahlreiche wichtige technische Neuerungen, wie vor allem die Einführung der Funktelegraphie, an.